# Ла-Коста (муниципалитет)
Муниципалитет Ла-Коста  (исп. Partido de La Costa) — муниципалитет в Аргентине в составе провинции Буэнос-Айрес.
Территория — 226 км². Население — 69 633 человек. Плотность населения — 309,29 чел./км².
Административный центр — Мар-дель-Тую.

## История
Муниципалитет был выделен в 1978 году из муниципалитета Хенераль-Лавалье в связи с ростом курортных городов. Его название означает «Прибрежный». Чтобы избежать конфликтов между двумя крупнейшими городами муниципалитета (Мар-де-Ахо и Сан-Клементе-дель-Тую), административным центром муниципалитета было решено сделать городок Мар-дель-Тую.

## География
Муниципалитет расположен на востоке провинции Буэнос-Айрес.
Муниципалитет граничит:
- на севере и востоке — с Атлантическим океаном
- на юге — с муниципалитетом Пинамар
- на западе — с муниципалитетом Хенераль-Лавалье

## Важнейшие населённые пункты[3]
| № | Населённый пункт                   | Населённый пункт (исп.)            | Категория   | Население чел. (2010) | На карте                        |
| - | ---------------------------------- | ---------------------------------- | ----------- | --------------------- | ------------------------------- |
| 1 | Мар-де-Ахо - Сан-Бернардо-дель-Тую | Mar de Ajó - San Bernardo del Tuyú | агломерация | 28466                 | 36°42′42″ ю. ш. 56°40′45″ з. д. |
| 2 | Санта-Тересита - Мар-дель-Тую      | Santa Teresita - Mar del Tuyú      | агломерация | 23283                 | 36°33′35″ ю. ш. 56°41′31″ з. д. |
| 3 | Сан-Клементе-дель-Тую              | San Clemente del Tuyú              | город       | 12126                 | 36°21′26″ ю. ш. 56°43′17″ з. д. |
| 4 | Лас-Тонинас                        | Las Toninas                        | агломерация | 5278                  | 36°29′14″ ю. ш. 56°41′53″ з. д. |
| 5 | Коста-Эсмеральда                   | Costa Esmeralda                    | посёлок     | н/д                   | 37°01′00″ ю. ш. 56°47′46″ з. д. |
| 6 | Пунта-Меданос                      | Punta Médanos                      | посёлок     | н/д                   | 36°53′58″ ю. ш. 56°41′23″ з. д. |

#### Агломерация Мар-де-Ахо - Сан-Бернардо-дель-Тую
| № | Населённый пункт      | Населённый пункт (исп.) | Категория | Население чел. (2010) | На карте                        |
| - | --------------------- | ----------------------- | --------- | --------------------- | ------------------------------- |
| 1 | Мар-де-Ахо            | Mar de Ajó              | город     | 13 769                | 36°43′16″ ю. ш. 56°40′34″ з. д. |
| 2 | Сан-Бернардо-дель-Тую | San Bernardo del Tuyú   | город     | 8 133                 | 36°41′10″ ю. ш. 56°40′47″ з. д. |
| 3 | Агуас-Вердес          | Aguas Verdes            | посёлок   | н/д                   | 36°38′14″ ю. ш. 56°41′33″ з. д. |
| 4 | Лусила-дель-Мар       | Lucila del Mar          | посёлок   | н/д                   | 36°39′36″ ю. ш. 56°41′01″ з. д. |
| 5 | Коста-Асуль           | Costa Azul              | посёлок   | н/д                   | 36°40′14″ ю. ш. 56°40′59″ з. д. |
| 6 | Нуэва-Атлантис        | Nueva Atlantis          | посёлок   | н/д                   | 36°45′46″ ю. ш. 56°40′37″ з. д. |

#### Агломерация Санта-Тересита - Мар-дель-Тую
| № | Населённый пункт | Населённый пункт (исп.) | Категория | Население чел. (2010) | На карте                        |
| - | ---------------- | ----------------------- | --------- | --------------------- | ------------------------------- |
| 1 | Санта-Тересита   | Santa Teresita          | город     | 15 213                | 36°32′37″ ю. ш. 56°41′55″ з. д. |
| 2 | Мар-дель-Тую     | Mar del Tuyú            | город     | 8 070                 | 36°34′18″ ю. ш. 56°41′34″ з. д. |
| 3 | Коста-дель-Эсте  | Costa del Este          | посёлок   | н/д                   | 36°36′39″ ю. ш. 56°41′29″ з. д. |

#### Агломерация Лас-Тонинас
| № | Населённый пункт | Населённый пункт (исп.) | Категория | Население чел. (2010) | На карте                        |
| - | ---------------- | ----------------------- | --------- | --------------------- | ------------------------------- |
| 1 | Лас-Тонинас      | Las Toninas             | город     | 5278                  | 36°29′14″ ю. ш. 56°41′53″ з. д. |
| 2 | Коста-Чика       | Costa Chica             | посёлок   | н/д                   | 36°30′33″ ю. ш. 56°41′59″ з. д. |